# Gerhart Münch
Gerhart Münch (* 23. März 1907 in Dresden; † 9. Dezember 1988 in Tacámbaro, Michoacán, Mexiko) war ein deutscher Pianist und Komponist.

## Leben
Münch, der als Wunderkind galt, erhielt den ersten Klavierunterricht von seinem Vater, dem Musiklehrer und Komponisten Ernst Robert Münch, und wurde später am Dresdner Konservatorium ausgebildet. 1925 machte er Abitur in Dresden. Ab 1927 unternahm er Studienreisen nach Italien und Frankreich. Bereits 1931 trat er der NSDAP bei. In den 1930er Jahren lebte er vorwiegend in Rapallo, wo er mit Olga Rudge Konzerte gab. 1937 heiratete er in Neapel die amerikanische Dichterin Vera Lawson. Von 1940 bis 1944 leistete er Wehrdienst als Soldat in der deutschen Wehrmacht. 1947 wanderte er nach Kalifornien aus, von dort 1953 nach Mexiko, wo er bis zu seinem Tode lebt.
Henry Miller schreibt über ihn: „Der einzige, der zweifellos ein Genie und der bemerkenswerteste von allen außer Varda war, der aber einer früheren Zeit angehörte, war Gerhart Münch aus Dresden. Gerhart gehört in eine eigene Kategorie. Als Pianist ist er unübertrefflich, wenn nicht unvergleichlich. Er ist auch Komponist und dazu gelehrt bis in die Fingerspitzen. Wenn er nichts anderes getan hätte, als uns Skrjabin zu interpretieren - und er tat weit mehr, leider ohne Ergebnis! - müßten wir in Big Sur ihm immer dankbar sein.“

## Werk
1926 komponierten Paul Hindemith, Ernst Toch und der gerade mal 19 Jahre alte Gerhart Münch für das Kammermusikfest Donaueschingen am 25. Juli 1926 Stücke für mechanisches Klavier „Welte-Mignon“. Diese Stücke waren nicht von Hand spielbar. Die Möglichkeit, bei einem solchen Klavier über die Programmierung der Notenrollen fast beliebige Tonfolgen zu erzeugen, gab den Komponisten neue Freiheiten der Klanggestaltung.
Münchs Beitrag waren folgende Kompositionen:
Sechs Studien: Polyphone Etuden für mechanisches Klavier. Introduzione Maestoso - Prestissimo - Largo - Jazz - Andantino - Fugato (Originalkomposition für Welte-Mignon).
Mindestens eine Aufnahme mit Gerhart Münch ist auf Schallplatte erhalten, die Burleske von Richard Strauss mit Alfons Dressel als Dirigent des Orchesters des Reichssenders München, veröffentlicht im Jahr 1950 in den USA auf Vox/Polydor PL 6110. Die Aufnahme stammt aus dem Archiv des seinerzeitigen Reichssenders München und kann näherungsweise auf 1944/1945 datiert werden.

## Kompositionen
(Quelle:)

### Konzerte
- Kammerkonzert für Violine, Cello, Klavier und Streicher (1924, UA: 1924 unter Paul Aron)
- Konzert für Klavier und Kammerorchester (1926, UA: 1926 unter Hermann Scherchen bei den Donaueschinger Musiktagen)
- Concert pour piano et orchestre (1929)[6]
- Capriccio variato für Klavier und Orchester (1940)
- Concert d'ete, für Klavier und Kammerorchester (1942)
- Homenaje a Jalisco, für Klavier und Orchester (1953, UA: 11. Dezember 1953, Gerhart Münch (Klavier), Orquesta Sinfonica de Guadalajara, Abel Eisemberg (Dirigent))
- Konzert für Fagott und Orchester (1955)
- Konzert für Klavier und Streichorchester (1957)
- Konzert für Violine und Orchester (1960, UA: 12. Oktober 1997, Carlos Egry (Violine), Sinfonica de la Universidad de Guanajuato, Juan Trigos (Dirigent))
- Itinera duo, für Klavier und Orchester (1965)
- Vestigia, für Violine und Orchester (1969)
- Vida sin fin, für Klavier und Orchester (1976)
- Oposiciones, für Klavier und Orchester (1978)

### Orchesterwerke
- Muerte sin fin, für Orchester (1959)
- Labyrinthus Orphei, für Orchester (1965)
- Oxymora, für Orchester (1967)
- Auditur?, für Orchester (1968)
- Epitomae Tacambarensie, für Orchester (1974)
- Telesma, für Orchester (1975)
- Sortilegios, für Orchester (1979)
- Noctis Texturae, für Orchester (1983)
- Paysages de Reve, für Orchester (1984)

### Kammermusik
- Sechs polyphone Etüden, für Welte-Mignon Reproduktionsklavier (1926) (UA: 1926 bei den Donaueschinger Musiktagen)
- Cellosonate (1938)
- Klaviertrio (1938)
- Kreisleriana Nova, für Klavier (1939)
- Concert d'hiver, für Klavier (1943)
- Marsyas und Apoll, für Flöte und Klavier (1946)
- Streichquartett (1949)
- Fuga chromatica, für Klavier (1950)
- Prismas, für Klavier (1959)
- Tacambarenses III, für Bratsche und Klavier (1961)
- Tessellata Tacambarensia No.4, für 2 Harfen (1968)
- Monologo, für Violine (1978)

### Vokalmusik
- Fünf Lieder, für Bariton und Klavier (1940)
- El Azotador, für Knabenchor und Orchester (1955)
- Maria en la Metafora del Agua, für Knabenchor und Klavier (1958)
- Missa defunctorum, für gemischten Chor a cappella (1959)
- Exaltacion de la Luz, für Sopran, Männerchor und Orchester (1981)

## Film
- Tacambaro. Dokumentarfilm: Der deutsche Komponist/Pianist Gerhart Muench in Mexico. Regie: Percy Adlon, 1975.

## Hörbeispiel
- Gerhart Münch spielt Alexander Skrjabin: Sonata No.4, Op.23 Prestissimo volando *anhörenⓘ/?
- Guillermo Portillo und Heriberto Cruz spielen Münchs Marsias y Apolo: https://www.youtube.com/watch?v=H2i9gc3SBnY
- Alberto Cruzprieto spielt Münchs Oposiciones: https://www.youtube.com/watch?v=Ig0Zs2XTn0c
- Dúo Nueva Música spielt Münchs Tessellata Tacambarensia: https://www.youtube.com/watch?v=TYZR1GgLmbw